# Relació d'aspecte

Comparació de les tres relacions d'aspecte més comunes. La blava (2,39:1) i la verda (1,85:1) són les més usades en cinema. El requadre vermell és 4:3 i era la relació més habitual en televisió, ja que els programes s'han passat a emetre en panoràmic (16:9).

La relació d'aspecte d'una imatge és la relació entre la seva amplada i la seva llargada. Generalment la proporció es descriu en X:Y. La “X” equivaldrà a la llargada i la “Y” a l'amplada.
D’ençà que neix la fotografia, sorgeix la necessitat d’enquadrar. Així doncs, l'enquadrament i la composició d’una imatge es veuen molt condicionats per la relació d’aspecte.
Les relacions d’aspecte en fotografia i cinema han anat evolucionant fins als smartphones que avui en dia utilitzem.

## Expressió de la relació d'aspecte al cinema
Les relacions d’aspecte en el món cinematogràfic s’expressen d’una manera una mica peculiar. Estem acostumats a sentir o veure el format televisiu 4:3. Aquest, per exemple, correspon a la relació d'aspecte 1.33:1 en el món cinematogràfic. I d'on surt aquesta correspondència? Doncs en l'àmbit cinematogràfic, la relació d’aspecte sempre s’expressa amb la divisió de l’amplada entre l’alçada i en decimals.
Exemple: Format 4:3 (televisió) = 4 dividit entre 3 = 1,33 = Format 1.33:1 (cinema).

## Història
D'ençà que el cinema va aparèixer per primera vegada en la història, varen sorgir de seguida diversos formats que han pogut coexistir amb altres. Depenien sobretot del format en el qual es rodava la pel·lícula i la mida en la que es projectava en la pantalla.

### Primers films
En els primers anys del cinema, quan encara no s'havia inventat el sistema sonor, els cineastes empraven les pel·lícules de 35mm com un format estàndard. Aquest projectava un vídeo de 1.33:1. L'any 1909 es va decidir estandarditzar la pel·lícula Edison, que feia 24 mm per 18 mm, projectant un format 1.33, aconseguint d'aquesta manera que la imatge fos un xic més gran. En arribar el cinema sonor, l'any 1929, va arribar un format gairebé quadrat, de 1.25. Fou a causa del fet que es varen emprar pistes òptiques laterals, el qual reduïen 2,5 mm a l'amplada de la imatge. Aquest format continuà uns pocs anys més fins que es va tornar a reduir l'alçada de la imatge, de manera que les pel·lícules fossin més properes per a l'espectador. Així doncs, es va fixar el negatiu en 21 mm. Aquest format 1.37 va romandre com a format universal fins a 1952. Es varen filmar en aquest format clàssics com Allò que el vent s'endugué, Ciutadà Kane, Casablanca o El màgic d'Oz. Durant els anys 40, les acadèmies de cinema començaren a experimentar formats més grans, com de 63 i 70 mm. Tanmateix, la crisi econòmica que hi havia en aquell moment no va permetre que es desenvolupessin més formats, ja que el canvi d'una cinta de pel·lícula a un altre implicava una gran despesa econòmica en els cinemes, ja que havien d'adaptar la seva maquinària al nou format. L'any 1952, Fred Walter inventà la primera pel·lícula panoràmica, Cinerama. Consistia en tres pel·lícules de 35 mm cadascuna, que rodaven una mateixa escena i després es juxtaposaven les cintes per a l'efecte panoràmic. Tot i així, no va triomfar, ja que el format tan gran allunyava l'espectador de la història i, evidentment, pels alts costos de les produccions.

### Arribada de la televisió
Al mateix temps que es va presentar Cinerama, es va crear un invent que feia tremolar els estudis nord-americans: la televisió. La gent ja no havia de recórrer al cinema per veure imatges, ara les podia veure des de la butaca a casa seva. Per fer front a la tensa situació, els estudis de producció, varen emprar l'única cosa que no es podia aconseguir amb el televisor: l'espectacularitat. La millor forma de crear aquest efecte fou impulsar el cinema en color, ja que els programes que es retransmetien per antena eren en blanc i negre. A més a més, pretenien oferir a l'espectador nous formats panoràmics i so estereofònic, un còctel perfecte per a reproduir els films amb majestuositat.

#### Cinemascope
L'any 1953, 20th Century Fox fou la primera productora a llançar un nou format: Cinemascope. Aquest emprava lents anamòrfiques, compostes per elements cilíndrics, inventades per Henri Chrétien. Durant el rodatge es comprimia la imatge verticalment en una taxa de compressió 2 per 1, en un procés anomenat anamorfosi. El fotograma media 22 mm d'amplada per 18.66 mm d'alçada, en una relació d'aspecte més alta de 1.18:1 (aprofitava l'espai de la cinta de 35 mm), que al projectar-se es descomprimia amb lents anamòrfiques altre cop (procés de desanamorfosi). La projecció resultant es veia en un format panoràmic de 2.35:1.

#### Vistavision
El format Vistavision va ser l'alternativa al 35mm panoràmic creada per Paramount Pictures. La intenció de la productora era la de crear negatius de gra més fi a partir de filmar en una superfície més gran, que en ser positivitzada i projectada en format panoràmic, es veuria millor que altres formats que havien de reduir la mida del fotograma en la cinta.
La pel·lícula es projectava horitzontalment amb 8 perforacions per fotograma, la qual cosa feia que obtingués una relació d'aspecte d'1.5, més ampla que l'estàndard 1.33. Com que la majoria de sales de cinema utilitzaven Cinemascope, el Vistavision no va acabar de quallar en el mercat, a part que suposava problemes d'adequació als projectors existents, per tant, va desaparèixer pràcticament. Tot i així, des de 1977, aquest format ha experimentat una lleu recuperació gràcies a una actualització de les càmeres feta per George Lucas, per tal de filmar algunes seqüències d'efectes especials a la saga Star Wars.
A causa de l'arribada de Cinemascope a les sales de cinema, es varen fer canvis sobre l'‘Academy Standard Flat', perquè aquest fos també un format panoràmic. Com que els directors de fotografia varen començar a eliminar la part superior i inferior del quadre, l'aspect ratio de l'ASF era d'1:37 a 1, va resultar d'1:85:1.

## Cinema a la televisió
Quan els films es varen començar a projectar per la televisió, va aparèixer un conflicte de formats. La televisió obligava a deformar la imatge dels films panoràmics perquè hi cabessin dins la pantalla. Les imatges quedaven allargades, ja que comprimien la imatge pels laterals. També es va provar de retallar els formats més panoràmics per tal que cabessin a la pantalla més "quadrada" de la televisió, però era impràctic, ja que es perdia informació substancial de la pel·lícula en qüestió. Aquests hàndicaps es van solucionar quan es varen introduir franges negres als costats superiors i inferiors de la pel·lícula, anomenades letterbox. D'aquesta manera, els films es veien en el seu format propi i evitaven les deformacions en projectar-se pel televisor.

## Formats
3:2 (1.50:1)
Emprat sobretot en fotografia i també amb el sistema Vistavision de Paramount Pictures.
4:3 (1.33:1)
El format 4:3, equivalent a 1:33:1, fou fins a l'any 2009 l'estàndard emprat en la televisió NTSC. La majoria de les pantalles d'ordinador i televisió han fet servir aquest estàndard, que sovint es confon amb una forma quadrada, quan en realitat és rectangular. Aquesta proporció ha estat estàndard de la televisió des dels principis de la seva creació. Tanmateix, a partir de l'any 2009, el format 16:9 li va prendre el relleu. Sovint apareixen les dues bandes negres en la imatge, ja que avui dia s'emet en format 16:9 i les pel·lícules es filmen en formats panoràmics.
5:4 (1.20:1)
Estàndard al qual pertany la resolució 1280x1024, emprat en pantalles d'ordinador de 17 polzades.
5:3 (1.66:1)
Estàndard europeu panoràmic de cinema. Molt pròxim a la secció àurea.
1.85:1
Estàndard panoràmic de cinema als EUA i Regne Unit.
16:10 o 8:5 (1.60:1)
Emprat en pantalles d'ordinador portàtil de 15,4 polzades.
16:9 (1.78:1)
És l'estàndard utilitzat per la televisió d'alta definició i en altres pantalles. És ample i també es pot anomenar Panoràmica o Widescreen. És equivalent a 1.78:1. L'angle de la diagonal de la pantalla és de 29,36°. Amb el format 16:9 (generalment es pronuncia com “setze novens”), els televisors reprodueixen una imatge més completa i natural que amb el format 4:3. El format 16:9 s'aproxima més al camp de visió natural de l'ull humà que altres formats de televisió. És aproximadament un 33% més ample que el format 4:3 i per aquest motiu és més semblant a una pantalla de cinema.
12:5 (2.39:1)
Format estàndard del film de 35 mm anamòrfic a partir de 1970. És la relació d'aspecte anamòrfica actual (de pantalla ampla) que veiem al cinema. S'aproxima a 2.40:1 per pel·lícules en format Blu-Ray (resolució de 1920x800 píxels).
2.59:1
Format panoràmic de les pel·lícules amb tecnologia Cinerama.
2.76:1
Format espectacular ultrapanoràmic usat en pel·lícules de 65 mm amb una compressió anamòrfica de 1.25 a 1, amb format Ultra Panavision 70 o bé MGM 65. S'ha fet servir en molt poques pel·lícules, entre les quals el clàssic Ben-Hur (1959) i, més recentment, a l'any 2015, amb The Hateful Eight, del director Quentin Tarantino.
12:3 (4.00:1)
Sistema Polyvision, basat en tres projectors de 35 mm que projecten juxtaposats a la vegada en 4:3. Usat al film Napoleó (1927) d'Abel Gance.

## Comparacions visuals
No és fàcil comparar dues imatges amb diferent relació d'aspecte. Als fabricants de monitors LCD els costa aproximadament el mateix fer dos monitors amb la mateixa àrea. Tot i així els monitors es venen segons la diagonal. En un escriptori el més rellevant és l'alçada. A continuació veiem diferents formes, per aclarir les diferents relacions d'aspecte del mercat.
- Dues relacions d'aspecte que tenen la mateixa diagonal:

|  |  |

- Dues relacions d'aspecte que tenen la mateixa àrea (nombre de pixels):

|  |  |

- Dues relacions d'aspecte que tenen la mateixa alçada:

|  |  |

- Dues relacions d'aspecte que tenen la mateixa amplada:

|  |  |

## Relació d'aspecte en fotografia
Ja que les fotografies estan destinades a un altre tipus de públic i a una projecció diferent que a la del vídeo és lògic que s'hagin establert diferents relacions d'aspecte que les presents en cinema o televisió. Les relacions d'aspecte més freqüents en fotografia són les següents:
- 1:1
- 4:3 (1.33:1)
- 3:2 (1.5:1)
- 5:3 (1.66:1)
- 16:9 (1.77:1)
- 3:1

La gran majoria de les càmeres digitals actuals permeten modificar la relació d'aspecte en les opcions del menú. Algunes ho aconsegueixen fent ús de sensors de multi-aspecte, com és el cas de Panasonic, mentre que altres simplement retallen digitalment la imatge que capta el sensor.

### 1:1
La clàssica fotografia quadrada que ens retorna als dies en que aquest estàndard s'adoptà al cine, influenciant els fotògrafs i impulsant-los a utilitzar les anomenades càmeres de doble lent. Aquestes càmeres de mig format feien ús de carret 120 enrotllat en cintes. La imatge de 6 x 6 cm era l'habitual de l'època. Actualment, encara es pot trobar exemplars de carret 120.

### 4:3
Relació d'aspecte utilitzada en la majoria de les càmeres compactes, sistemes tres quarts, càmeres amb sensors format micro tres quarts i càmeres amb format mig 645. El format 4:3 digital va néixer amb necessitat de complir la demanda dels monitors populars de l'època que també presentaven una relació 4:3.

### 3:2
Aquest format es fa servir en les clàssiques càmeres de 35 mm, que fan servir una mida de 24mm x 36mm, tal com ho fan les seves derivants digitals en el sector DSLRs. Quant a càmeres DSLR trobem dos classes: els coneguts sensors full-frame (24 x 36 mm) i variacions més petites anomenats APS-C. El terme APS-C deriva del format Advanced Photo System, adjuntant la "C" que es refereix a mode "Classic", el qual exposa les imatges a una mida menor (25,1 x 16,7 mm), tot mantenint les clàssiques proporcions 3:2 tal com ho fan les càmeres full-frame de 35mm.
A l'hora de debatre sobre les càmeres DSLR i els derivants sense un sol mirall, el terme APS-C ha esdevingut un terme genèric. Els dos grans referents en la fabricació de càmeres, Canon i Nikon, han apostat per aquesta relació d'aspecte en els seus sensors més fabricats. De fet, Canon ha implantat dos estàndards: l'APS-C i un altre lleugerament més gran anomenat APS-H. Per altra banda, Nikon fabrica el seu propi sensor APS-C, el qual anomena DX. Tot i les seves lleugeres diferències, tots s'agrupen al mateix concepte perquè mantenen la proporció 3:2.

### 16:9
Aquest és, juntament amb el 3:2, un dels formats que troba les seves arrels en les càmeres de cinema APS. Conegut habitualment com a APS-H (30.2 x 16.7), amb la "H" significant "High Definition", el format 16:9 és també la relació d'aspecte estàndard a la televisió d'alta definició, els monitors i les televisions. Algunes de les resolucions globalitzades dins aquesta relació d'aspecte són el 1280x720p o el 1920x1080p, HD i Full HD respectivament.

### 3:1
Novament, aquest format neix de les càmeres de cinema APS. Conegut com a APS-P (30.2 x 9.5mm), significant la lletra "P" Panorama, servia per a dur a terme fotografies panoràmiques. Aquest format és un dels menys coneguts dels estàndards APS, tot i que la gran majoria de fabricants ofereixen opcions panoràmiques en el software de les càmeres.